# Cullen Moss
Cullen Moss é um ator americano que atua em séries e filmes assim como também é dublador. Ele é provavelmente mais conhecido pelo seu papel em One Tree Hill onde interpretava Junk Moretti.
Ele também apareceu em um episódio de Dawson's Creek e forneceu a voz na versão em língua inglesa para alguns animes japoneses, como Você Está Preso e sua versão para filme.
Ele estudou no Mount Tabor High School, em Winston-Salem, Carolina do Norte.
Cullen também se apresenta em um show de comédia semanal chamado "Changing Channels" no City Stage em Wilmington na Carolina do Norte.

## Filmografia
Nota: Ano - Filme ou Série - Papel:
- 2003-2011: One Tree Hill - Junk
- 2003: Ball of Wax - Ricky Sparks
- 2006: Find Love - Cousin
- 2005: Strike the Tent - Prison guard #2 (também decorador do set)
- 2005: The Pigs - Damon
- 2004: The Notebook - Bodee
- 2010: Dear John - Rooster
- 2010: The Conspirator - Soldier
- 2011: Seeking Justice - Jones
- 2012: The Odd Life of Timothy Green - Cop
- 2013: Safe Haven - Deputy Bass
- 2014: 99 Homes